# Vacquerie-le-Boucq
Vacquerie-le-Boucq – miejscowość i gmina we Francji, w regionie Hauts-de-France, w departamencie Pas-de-Calais.
Według danych na rok 1990 gminę zamieszkiwało 119 osób, a gęstość zaludnienia wynosiła 36 osób/km² (wśród 1549 gmin regionu Nord-Pas-de-Calais Vacquerie-le-Boucq plasuje się na 1082. miejscu pod względem liczby ludności, natomiast pod względem powierzchni na miejscu 819.).